# Phú Tân, Thủ Dầu Một
Phú Tân là một phường thuộc thành phố Thủ Dầu Một, tỉnh Bình Dương, Việt Nam.

## Địa lý
Phường Phú Tân nằm ở phía đông thành phố Thủ Dầu Một, thuộc khu liên hợp đô thị dịch vụ trung tâm thành phố mới Bình Dương, có vị trí địa lý: 
- Phía đông và phía bắc giáp thành phố Tân Uyên
- Phía tây giáp phường Hòa Phú và phường Phú Mỹ
- Phía nam giáp phường Phú Lợi.

Phường Phú Tân có diện tích 15,38 km², dân số năm 2021 là 16.095 người, mật độ dân số đạt 1.047 người/km².

## Hành chính
Phường Phú Tân được chia thành 3 khu phố: 1, 2, 3.

## Lịch sử
Phường được thành lập vào ngày 11 tháng 8 năm 2009 trên cơ sở điều chỉnh một phần diện tích, dân số của phường Phú Mỹ; một phần diện tích, dân số của các xã Phú Chánh, Tân Vĩnh Hiệp và Tân Hiệp thuộc huyện Tân Uyên cũ.
Sau khi thành lập, phường Phú Tân có 1.539,60 ha diện tích tự nhiên và 5.620 người.